# Cornelia Wilhelmina Maria Baltussen
Cornelia Wilhelmina Maria (Cora) Baltussen (ur. 19 stycznia 1912 w Driel, zm. 18 listopada 2005) – holenderska siostra Czerwonego Krzyża, która opiekowała się polskimi spadochroniarzami 1 Samodzielnej Brygady Spadochronowej. Jej wieloletnie starania pozwoliły na upamiętnienie i uhonorowanie wyczynu polskich spadochroniarzy, a także samego gen. Stanisława Sosabowskiego. Założycielka Komitetu Driel – Polen.
21 września 1944 Cora Baltussen natknęła się na lądujących pod Driel 1680 polskich spadochroniarzy z 1 Samodzielnej Brygady Spadochronowej pod dowództwem gen. Stanisława Sosabowskiego. Uczestniczyli oni w operacji Market Garden, mając za zadanie dotarcie do okrążonych po drugiej stronie Renu Anglików. Cora Baltussen mieszkająca na farmie, gdzie wylądowali spadochroniarze, udzieliła im wielu cennych informacji i zaopiekowała się rannymi żołnierzami.
Przez całe swoje późniejsze życie była niezłomną orędowniczką przywrócenia dobrego imienia generałowi Sosabowskiemu i pamięci o 1 SBS oraz ich udziale w operacji „Market Garden”.
31 maja 2006 została pośmiertnie odznaczona przez królową Holandii, Beatrix Orderem Wojskowym Wilhelma.